# Dobrîn, Izeaslav
Dobrîn (în ucraineană Добрин) este un sat în comuna Meakotî din raionul Izeaslav, regiunea Hmelnîțkîi, Ucraina.

## Demografie
Componența lingvistică a localității Dobrîn
     Ucraineană (99,45%)
     Alte limbi (0,55%)
Conform recensământului din 2001, majoritatea populației localității Dobrîn era vorbitoare de ucraineană (99,45%), existând în minoritate și vorbitori de alte limbi.